# Årets översättning
Ej att förväxla med Stiftelsen Natur & Kulturs översättarpris
Årets översättning är ett pris som delas ut årligen sedan 2011 till årets bäst översatta verk ur föregående års utgivning på allmänlitterära förlag. Priset delas ut av Översättarsektionen i Sveriges Författarförbund och (sedan 2019) Stiftelsen Natur & Kultur. Prisutdelningen äger rum på hösten. I samband med prisutdelningen har även andra utmärkelser delats ut: hedersomnämnanden har förekommit och Årets översättarstipendium har tilldelats nyetablerade översättare.

## Historia
Priset instiftades av Översättarsektionen i Sveriges Författarförbund för att rikta ljuset mot översättandets konst och att premiera översättningar som på ett särskilt berömvärt sätt förenar djärvhet och precision, lyskraft och följsamhet.
Mellan 2011 och 2018 var prissumman på 75 000 kronor, medan hedersomnämnda kandidater erhöll 10 000 kronor. Sedan 2019 delas priset ut i samarbete med Stiftelsen Natur & Kultur och med prissumman höjd till 100 000 kronor. Samma år instiftades Årets översättarstipendium på 50 000 kronor, som ges till en nyetablerad översättare under 40 år, med högst två publicerade översättningar av litterära verk bakom sig.

## Utdelningar

### 2010-talet
2011
- Årets översättning 2010: Lena E. Heymans översättning av Roberto Bolaños 2666
- Hedersomnämnande: Ragna Esséns översättning av Marie Ndiayes Tre starka kvinnor
- Hedersomnämnande: Janina Orlovs översättning av Sofi Oksanens Utrensning[2]

2012
- Årets översättning 2011: Gun-Britt Sundströms översättning av Jane Austens Stolthet och fördom
- Hedersomnämnande: Ulla Ekblad-Forsgrens översättning av Friederike Mayröckers Scardanelli
- Hedersomnämnande: Marianne Tufvessons översättning av Kim Thúys Ru[3]

2013
- Årets översättning 2012: Niclas Hvals översättning av Nikolai Groznis Wunderkind
- Hedersomnämnande: Molle Kanmert Sjölanders översättning av Caitlin Morans Konsten att vara kvinna
- Hedersomnämnande: Kajsa Öberg Lindstens översättning av Svetlana Aleksijevitjs Kriget har inget kvinnligt ansikte[4]

2014
- Årets översättning 2013: Marie Anells översättning av Samar Yazbeks En mörk strimma av ljus (Ordfront)
- Hedersomnämnande: Anna Säflund-Orstadius översättning av Marie-Hélène Lafons Annonsen (Grate)
- Hedersomnämnande: Janina Orlovs översättning av Katja Kettus Barnmorskan (Bonnier)[5]

2015
- Årets översättning 2014: Örjan Sjögrens översättning av Daniel Galeras Med blod i skägget (Norstedts)
- Hedersomnämnande: Johanne Lykke Holms översättning av Josefine Klougarts En av oss sover (Albert Bonniers)
- Hedersomnämnande: Daniel Gustafsson Pechs översättning av László Krasznahorkais Motståndets melankoli (Norstedts)[6]

2016
- Årets översättning 2015: Henrika Ringboms översättning av Henriikka Tavis Hoppet (Ellerströms)
- Hedersomnämnande: Inger Johanssons översättning av Mircea Cărtărescus Levanten (Albert Bonniers)
- Hedersomnämnande: Malin Bylund Westfelts översättning av Lydia Davis Jag har det rätt bekvämt men skulle kunna ha det lite bekvämare (Etta)[7]

2017
- Årets översättning 2016: Kajsa Öberg Lindstens översättning av Andrej Platonovs Tjevengur (Ersatz)
- Hedersomnämnande: Christer Olssons översättning av Salim Bachis Muhammeds tystnad (Tranan)[8]

2018
- Årets översättning 2017: Marianne Tufvessons översättning av Édouard Louis Våldets historia (Wahlström & Widstrand)
- Hedersomnämnande: Tomas Håkansons översättning av Andrzej Stasiuks Östern (Ersatz)
- Hedersomnämnande: Djordje Zarkovics översättning av Olja Savičević Ivančevićs Adjö Cowboy (Gavrilo)[9]

2019
- Årets översättning 2018: Linda Östergaards översättning av Ingeborg Bachmanns Simultan (Ellerströms)
- Årets översättarstipendium 2019: Jens Hjältes översättning av Jan Kjærstads Slekters gang (Atlantis, 2016)[10]

### 2020-talet
2020
- Årets översättning 2019: Djordje Zarkovics översättning av Dubravka Ugrešićs roman Räven, (Albert Bonniers Förlag, 2019)
- Årets översättarstipendium 2020: Carl-Johan Linds översättning av Claire-Louise Bennetts roman Damm (Natur & Kultur, 2019)[11]

2021
- Årets översättning 2020: Jonathan Moréns översättning av Hassan Blasims roman Gud 99, (Albert Bonniers Förlag, 2020)
- Årets översättarstipendium 2021: Yolanda Aurora Bohm Ramirezs översättning av Elizabeth Acevedos ungdomsroman Poet X (Vox by Opal, 2020)[12]

2022
- Årets översättning 2021: Olov Hyllienmarks översättning av Marieke Lucas Rijnevelds roman Obehaget om kvällarna, (Bokförlaget Tranan, 2021)[13]

2023
- Årets översättning 2022: Maria Lundgrens översättning av Joan Lindsays roman Utflykt till Hanging Rock, (Palaver press, 2022)[14]
- Årets översättarstipendium 2023: Isabella Nilssons översättning av Dorothy Parkers dikter Jag älskar dig till döds ändå (Ellerströms förlag, 2022)[14]

2024
- Årets översättning 2023: Daniel Gustafssons översättning av László Krasznahorkais roman Herscht 07769, (Norstedts förlag, 2023)
- Årets översättarstipendium 2024: Hanna Sandborghs översättning av Georgi Gospodinovs roman Tidstillflykt (Ersatz, 2024)[15]